# Doki Doki Literature Club!
A Doki Doki Literature Club! (rövidítve: DDLC) 2017-ben megjelent videójáték a Team Salvato forgalmazásában. Bár teljes egészében amerikai készítésű, angol nyelvű játékról van szó, ábrázolása szándékosan a japán animék stílusát követi. Több műfaj elemeit egyesíti magában: megjelenítését és játékstílusát tekintve visual novel, a történet kezdetén randiszimulátornak (dating sim) indul, később azonban egyre inkább átmegy metafiktív pszicho-horrorba. Alkotója, Dan Salvato elmondása szerint a játékkal olyan élményt kívánt nyújtani, amelyet kifejezetten ezzel a formátummal lehetséges. A játék címében a doki doki japán hangutánzó szó, amely a szívdobogásra utal.

## Terjesztése
A játék ingyenesen letölthető a https://ddlc.moe/ oldalról. Ugyanakkor a felhasználóknak lehetőségük van az oldalon keresztül pénzbeli támogatást küldeni. A legalább tíz dollár támogatást nyújtók ajándékként letölthetik a DDLC Fan Packet, amely a játékhoz kapcsolódó zenét, háttérképeket és korai koncepciókat tartalmaz. A játék a Steam rendszeren keresztül is hozzáférhető, szintén ingyenesen.

## Irányítás
A játék megjelenítése a visual novelek stílusát követi: statikus háttér szemlélteti az aktuális helyszínt, előtte a társalgásban éppen részt vevő szereplők állóképe (úgynevezett sprite) látható, aminek a mimikája, gesztikulációja és testtartása változhat. Kivételt jelentenek a bizonyos jeleneteknél megjelenő vágóképek vagy CG-k (számítógépes grafikák), ilyenkor az adott szereplő egyedi helyzetben, kidolgozottabb háttérrel együtt rajzolva látható.
A játékos által irányított főszereplő nem látható a képernyőn. A képernyő előterében lévő szövegdobozban olvashatók a párbeszédek, illetve a narráció. A lapozás a bal egérgombbal, illetve az Enter vagy szóköz billentyű leütésével végezhető. A játékos választhat teljes képernyős vagy ablakos játékmód közül. A történet bizonyos pontjain a játékosnak döntéseket kell hoznia, hogyan alakuljon a folytatás, ilyenkor az általa választott opcióhoz kell vinnie a kurzort.
A szövegdoboz alján az alábbi menüpontok választhatók:
- History: a párbeszédek és a narráció egy ideig utólag visszaolvashatók.
- Skip: alapvetően akkor aktív a funkció, ha újrakezdés vagy betöltés esetén már olvasott szöveghez ér a játékos (beállításokban változtatható). Ilyenkor lehetőség van ezek gyorsított átpörgetésére, hogy a játékos időt takarítson meg.
- Auto: lehetőséget ad arra, hogy a játékos egér vagy billentyű lenyomása nélkül lapozhassa a szöveget. Ilyenkor a beállításokban megadott idő elteltével történik a továbblépés.
- Save: az aktuális állás mentése. Összesen 54 (9×6) slot áll rendelkezésre, de lehetséges a korábbi mentések felülírása is.
- Load: korábban mentett állás betöltése. Az aktuális állás addig nem mentett adatai elvesznek.
- Settings: változtathatók a hangra, megjelenítésre, irányításra vonatkozó beállítások.

## A játék  menete
Mivel az úgynevezett spoilerek ennek a játéknak az élményéből nagy mértékben elvehetnek, a cselekmény elolvasása nem ajánlott azoknak, akik szeretnék ismeretlenül végigjátszani.

### Indítás
Az első megnyitáskor több figyelmeztetést is kap a játékos, miszerint a játék nem ajánlott gyerekeknek, valamint depresszióra, szorongásra, pánikrohamra hajlamos, illetve könnyen felzaklatható személyeknek. A játékosnak egy párbeszéddobozban meg is kell erősítenie, hogy elmúlt 13 éves és nem szenved a fentebb felsorolt lelki problémákban. Ezután egy nevet kell megadnia, majd megjelenik a kezdőképernyő a négy lányszereplővel, a játékos a főmenüből elindíthatja az új játékot.
Újból megnyitások esetén figyelmeztető szöveg jelenik meg, majd bejön a kezdőképernyő.
|  | Alább a cselekmény részletei következnek! |

### Első felvonás
A történet főszereplője egy középiskolás fiú, aki a játékos által előzetesen megadott nevet viseli. Szomszédja és gyerekkori barátja, Sayori  rábeszéli, hogy lépjen be az iskolában működő irodalmi klubba, aminek ő az alelnöke. A klub további tagjai a művelt, de félénk Yuri, a lobbanékony Natsuki és az elnök, a népszerű Monika, aki az előző tanévben egy osztályba járt a főszereplővel. A főszereplő számára a négy csinos lány társasága elegendő motivációnak bizonyul a csatlakozásra. A tanórák után tartott klubdélutánokra Monika azt a feladatot találja ki, hogy a tagok írjanak verseket, amiket megmutathatnak egymásnak. A lányok reakciója a főszereplő verseire, és ezáltal az események alakulása is attól függ, melyikük ízléséhez áll közelebb. A klubtagok másik feladata, hogy felkészüljenek a következő hétfőn tartandó iskolai kulturális fesztiválra, ahol az irodalmi klub is bemutatkozik.
A történet az alábbi pontokon válik interaktívvá:
- versíró minijáték: három alkalommal van ilyen. A játékosnak 20×10 szóból kell kiválasztania, mi kerüljön be a főszereplő versébe. A szóválasztás dönti el, melyik lány hogyan fog viszonyul a vershez: Sayori az érzelmi töltettel bíró szavakat preferálja, Natsuki a hétköznapibb témákat és az aranyos dolgokat, míg Yuri az intellektuálisabb kifejezéseket és a sötétebb témákat. A másnapi klubdélutánon a lányok reakciója lehet a versre pozitív, negatív vagy semleges, illetve külön jelentősége van annak, hogy kihez szól leginkább a vers. Monikához szóló verset nem lehet írni, ő megállapítja, hogy a vers kinek a stílusához áll közelebb, illetve tippeket ad az íráskészség fejlesztésére.
- a versek megosztásának sorrendje: szintén három alkalommal van ilyen, a játékos dönti el, hogy a klubdélutánon a főszereplő milyen sorrendben menjen oda a négy lányhoz. Néhány előre- vagy visszautalást leszámítva nagyobb jelentősége nincs a sorrendnek, mivel mindegyikükkel meg kell osztani a verseket.
- Natsuki és Yuri cicaharca: az első versek megosztásának végén a két lány vitatkozni kezd egymás stílusáról, ami személyeskedő veszekedésbe torkollik. A játékosnak kell eldöntenie, hogy a főszereplő kinek a pártját fogja, és ezáltal melyikük előtt tüntesse fel magát jobb színben. A harmadik opció segítségkérés Sayoritól, aki elsimítja a konfliktust, bár bizonyos megjegyzései kínosra sikerülnek.
- a második vers megosztása utáni napon hazafelé menet Sayori azt veti fel, hogy ha  egy másik lány – az addigi döntésektől függően kínálja fel a játék Yurit vagy Natsukit – azt szeretné, hogy a főszereplő kísérje haza, hogy választana: igent mondana vagy továbbra is Sayorival menne haza. A válaszokra Sayori másképp reagál, bár mindkét esetben kiemeli a másik lány jó tulajdonságait, a játék további alakulását pedig kevéssé befolyásolja a játékos döntése.
- a fesztivál előkészületeinek megbeszélésekor választani kell, kinek segítsen a főszereplő. Bár elméletileg mind a négy lány opcióját felkínálja a játék, Monika vagy Sayori választása esetén a másik két lány lehurrogja a főszereplőt. Így valójában Natsuki vagy Yuri a két alternatíva. Natsukival muffinokat sütnek, amivel megvendégelik a fesztiválon a látogatókat, Yurival pedig a dekorációt készítik. Mindkét esetben a választott lány hétvégén házhoz megy a főszereplőhöz, és a közös munka során közelebb is kerülnek egymáshoz.
- szerelem vagy barátság: amikor Natsuki vagy Yuri távozni készül a főszereplőtől a közös munka után, váratlanul felbukkan Sayori, aki felfedi érzelmeit: beleszeretett a főszereplőbe. A játékosnak kell döntenie a szerelmi vallomás viszonzása vagy a baráti viszony fenntartása között.

A főszereplő elkészült verseit a játékos nem olvashatja, a lányokét viszont igen, bár egy részüknél ez függ a játékos korábbi döntéseitől is. Az első felvonás során olvasható versek:
- Hole in Wall ('Lyuk a falon'): Monika első verse, mindenképpen olvasható.
- Dear Sunshine ('Drága napfény'): Sayori első verse, mindenképpen olvasható.
- Eagles Can Fly ('A sasok tudnak repülni'): Natsuki első verse, mindenképpen olvasható.
- Ghost Under the Light ('Szellem a lámpa alatt'): Yuri első verse, mindenképpen olvasható.
- Save Me ('Ments meg/el'): Monika második verse, mindenképpen olvasható.
- Bottles ('Palackok'): Sayori második verse, mindenképpen olvasható.
- Amy Likes Spiders ('Amy szereti a pókokat'): Natsuki második verse. Ha a főszereplő első két versének egyike sem tetszett Natsukinak, nem hajlandó megmutatni.
- The Raccoon ('A mosómedve'): Yuri második verse. Ha a főszereplő első két versének egyike sem tetszett Yurinak, nem hajlandó megmutatni.
- The Lady Who Knows Everyhing ('A hölgy, aki mindent tud'): Monika harmadik verse, mindenképpen olvasható.
- I’ll Be Your Beach ('Leszek a tengerpartod'): Natsuki harmadik verse alapesetben. Ha a főszereplő három verséből kettő nem tetszett Natsukinak, nem hajlandó megmutatni.
- Beach ('Tengerpart'): Yuri harmadik verse alapesetben (Natsukival szándékosan választottak hasonló témát). Ha a főszereplő három verséből kettő nem tetszett Yurinak, nem hajlandó megmutatni.
- Because You ('Mert te'): Natsuki harmadik verse abban az esetben, ha a főszereplő mindhárom verse őhozzá szólt.
- Ghost Under the Light pt. 2. ('Szellem a lámpa alatt, második rész'): Yuri harmadik verse abban az esetben, ha a főszereplő mindhárom verse őhozzá szólt.

Sayori harmadik verse a klubdélutánon nem olvasható, ugyanis az egész délután furcsán viselkedő lány a főszereplő versének elolvasása után hazamegy. A fesztivál reggelén viszont a Monika által elhelyezett egyik brosúrán a főszereplő elolvassa Sayorinak a fesztiválra írott versét, aminek címe egy % jel, ismétlődő mondata pedig Get out of my head ('Tűnj el a fejemből').
A játék során CG-nek (számítógépes grafikának) is nevezett vágóképek hívhatók elő a lányokkal. Három-három van Natsukival, Yurival és Sayorival is.
- Sayori 1.: a főszereplő próbálja begombolni Sayori blézerét, hogy rendezettebb legyen a külseje. Előhívásának feltétele, hogy a főszereplő első két versének egyike Sayorihoz szóljon.
- Sayori 2.: Sayori és a főszereplő elmennek eszközöket keresni a fesztivál plakátjának készítéséhez, ennek során Sayori beüti a fejét egy szekrénybe, a főszereplő hideg almalével igyekszik hűteni. Előhívásának feltétele, hogy a főszereplő első két verse egyaránt Sayorihoz szóljon.
- Natsuki 1.: miután kiderül, hogy a főszereplő és Natsuki egyaránt kedvelik a mangákat, leülnek együtt a földre mangát olvasni. Előhívásának feltétele, hogy a főszereplő első két versének egyike Natsukihoz szóljon.
- Natsuki 2.: az alacsony Natsuki egy székre állva megpróbálja levenni a mangáit a szekrény felső polcáról, ahova Monika pakolta. Előhívásának feltétele, hogy a főszereplő három verséből kettő Natsukihoz szóljon.
- Yuri 1.: Yuri és a főszereplő egymás mellé ülve együtt olvassák a Yuritól kapott könyvet. Előhívásának feltétele, hogy a főszereplő első két versének egyike Yurihoz szóljon.
- Yuri 2.: Yuri és a főszereplő a földön ülve folytatják a könyv közös olvasását, közben a főszereplő csokoládét ad az olvasásba mélyült Yurinak. Előhívásának feltétele, hogy a főszereplő három verséből kettő Yurihoz szóljon.
- Natsuki 3.: ha a fesztivál előkészületeire Natsukit választotta a játékos, a muffinok sütése közben Natsuki arcára cukormáz került, amit játékosan a főszereplőre akar kenni, ő viszont próbálja megakadályozni.
- Yuri 3.: ha a fesztivál előkészületeire Yurit választotta a játékos, a főszereplő véletlenül összefestékezi Yuri arcát, majd melegvizes törölközővel letörli.
- Sayori 3: ha a játékos Sayori szerelmi vallomásának viszonzását választotta, a főszereplő és a könnyes szemű Sayori átölelik egymást.

Akárhogyan alakul a játék, az első felvonásban a történet tragikusan ér véget: a fesztivál reggelén Sayori, aki előző reggel felfedte a főszereplőnek eltitkolt depresszióját, felakasztja magát. A főszereplő – akárhogyan is döntött a szerelmi vallomás viszonzásáról – önmagát okolja a történtek miatt.

### Második felvonás
A játék újrakezdhető, de már a kezdőképernyőn látszik, hogy valami megváltozott (Sayori helyén a három másik lány részleteiből összeállított kép látható). Az első felvonás mentéseit nem lehet újra betölteni (ha a játékos biztonsági másolatokat készített és azt próbálja visszatölteni, akkor sem lehetséges, sőt külön reakciója van a játéknak a „csalási” kísérletre). Ha a játékos új játékot indít, a történet kezdődik az elejéről, de rövid idő múlva összeomlik. Utána még egyszer újraindul, de ezúttal Sayori hiányzik, mintha soha nem is létezett volna. Az irodalmi klubban csak három lány van, az alelnöki posztot Yuri tölti be. A főszereplőt Monika veszi rá a csatlakozásra, azzal az indokkal, hogy a klub hivatalos elismeréséhez négy tagra lenne szükség. 
A klubtagok itt is verseket írnak, amiket megosztanak egymással; valamint készülnek a fesztiválra, azonban egyre több megmagyarázhatatlan, furcsa esemény történik, a szereplők vagy a szövegek helyenként torzítva jelennek meg, az egész játék szürreálisabbá válik. Megváltozik a szereplők viselkedése is: Yuri egyre megszállottabban közeledik a főszereplőhöz, Natsuki kiszolgáltatottabbnak tűnik, mint az első felvonásban, Monika pedig a másik két lány hibáit kiemelve igyekszik arra biztatni a főszereplőt, hogy inkább vele töltse az időt. A főszereplő pedig egyre kevésbé felel meg ennek a státusznak: az események tehetetlen szemlélője válik belőle, aki egyre ritkábban reagál.
Helyenként van itt is interaktivitás, de egyre inkább látszólagossá válik.
- versíró minijáték: ezúttal is háromszor van ilyen. Hasonló az első felvonáshoz, de már csak Natsukihoz vagy Yurihoz szóló verset lehet írni. Igazán ennek is egyre kevésbé lesz jelentősége, leginkább az első versnek van befolyása a játék eseményeire, a második és harmadik vers után a főszereplőnek mindenképpen Yurival lesz jelenete. Annak lehetnek még következményei, ha az első két vers egyaránt Natsukihoz szól: a főszereplővel való beszélgetés során Natsuki nyaka megmagyarázhatatlan módon spontán kitörik, majd fordított VÉGE felirat jelenik meg, de utána a játék folytatódik, mintha mi sem történt volna, Natsuki is életben és épségben van. A második és harmadik minijáték során már furcsaságok is megjelenhetnek.
- a versek megosztásának sorrendje: ezúttal is a játékos dönt, hogy a főszereplő milyen sorrendben beszéljen a lányokkal (akik most csak hárman vannak). Itt is kis jelentőséggel bír a sorrend, mert mindegyiküknek sorra kell kerülnie mindhárom alkalommal.
- Natsuki és Yuri cicaharca: itt is veszekedésbe torkollik a lányok vitája az első versek megosztása után, ezúttal durvábbra is fordul, mint az első felvonásban. A játékosnak döntenie kellene, hogy a főszereplő ki mellé álljon, de választásai hatástalanok maradnak. A helyzetet Monika megjelenése oldja fel, aki kihívja a főszereplőt a folyosóra, amíg a veszekedés véget nem ér.
- a fesztivál előkészületeire itt is a játékosnak kell választania, kinek segítsen a főszereplő, ezúttal három lány közül. A kurzor azonban magától elkezd Monika nevéhez közeledni. Ha a játékosnak mégis sikerül másra kattintania, egy olyan képernyő fogadja, ahol már csak Monika választható.
- Yuri szerelmi vallomásának viszonzása: az utolsó klubdélutánon az őrület jeleit mutató Yuri szerelmet vall a főszereplőnek, a játékos választ elfogadás vagy elutasítás között, de a további események a választástól függetlenül ugyanazok lesznek.

Ezúttal is olvashatók a lányok versei a játékos számára. Egy részük megegyezik az első felvonásban olvashatóval, de akadnak eltérések is.
- Hole in Wall ('Lyuk a falon'): Monika első verse, csak a címe egyezik az első felvonásban olvasottal, a szöveg viszont teljesen eltér: valójában az előzőnek az egyenes folytatása. Mindenképpen olvasható.
- Eagles Can Fly ('A sasok tudnak repülni'): Natsuki első verse, mindenképpen olvasható, egyezik az első felvonással.
- Ghost Under the Light ('Szellem a lámpa alatt'): Yuri első verse, mindenképpen olvasható, egyezik az első felvonással.
- Save Me ('Ments meg/el'): Monika második verse, helyenként eltér az első felvonástól. Mindenképpen olvasható.
- Amy Likes Spiders ('Amy szereti a pókokat'): Natsuki második verse alapesetben. Egyezik az első felvonással. Ha a főszereplő első két versének egyike sem tetszett Natsukinak, nem hajlandó megmutatni.
- Base64 kódolású vers: Natsuki második verse abban az esetben, ha a főszereplő első két verse egyaránt őhozzá íródott.
- Wheel ('Kerék'): Yuri második írása, valójában nem is vers, hanem egymás után írott szavak, mondatok összefüggéstelen halmaza. Yuri saját bevallása szerint azzal a tollal írta, ami a főszereplő táskájából kiesett, ő pedig hazavitte.

Harmadjára valójában egyik lánynál sem beszélhetünk versről. Monikánál attól függ a dolog, hogy a főszereplő első verse kihez szólt. Ha Natsukihoz, akkor vers helyett zöld-vörös villódzás látható (teljes képernyős játékmódban látszólagos kék halál képernyő társul hozzá), ha Yurihoz, akkor Monika csak annyit mond: „Ne mondd, hogy nem figyelmeztettelek!”. Natsuki egy versnek álcázott levelet ad át a főszereplőnek, amiben arra kéri, hogy segítsen valahogy az egyre furcsábban viselkedő Yurin (ezután következik a „Just Monika” jelenet). Yuri pedig a gyanúsan foltos papírra olvashatatlanul írt egymásra szavakat.
Mellettük vannak úgynevezett speciális versek is, amelyek kimondatlanul ugyan, de bizonyos szereplőkről tartalmaznak újabb információkat, célzásokat. Ezek közül a játék mindig random módon választ ki hármat, amik az adott lejátszás során olvashatók a játékos számára.
Ebben a felvonásban három CG jeleníthető meg. Hasonlók az első felvonáshoz, bár vannak eltérések is az adott jelenet alakulásában. 
- Natsuki 1.: akkor hívható elő, ha a főszereplő első verse Natsukihoz szól.
- Yuri 1.: mindenképpen megjelenik. Ha a főszereplő első verse Yurihoz szól, akkor az első vers megírása után lesz a jelenet; ha az első vers Natsukihoz szólt, akkor a második vers után.
- Yuri 2.: mindenképpen megjelenik. Ha a főszereplő első verse Yurihoz szól, akkor az második vers megírása után lesz a jelenet; ha az első vers Natsukihoz szólt, akkor a harmadik vers után.

A játéknak ez a felvonása is tragikus véget ér: a szerelmi vallomás után az elborult elméjű Yuri a választól függetlenül előkap egy kést a gyűjteményéből, és izgalmában leszúrja magát. A főszereplő egész hétvégén ottmarad a holttest mellett. Hétfő reggel megérkezik Natsuki, aki hányingerrel küzdve kirohan a teremből, majd Monika, aki láthatóan könnyen veszi a történteket. A játékos láthatja feliratban, hogy előbb Yuri, majd Natsuki karakterfájlja törlődik, Monika pedig kér egy kis időt…

### Harmadik felvonás
A játék torzított intrója után a tanteremben (amelynek ablakaiból a világűr látszik) a meredten figyelő, diszkréten mosolygó Monika látható (ez a játék tizedik CG-je). Immár nem az addigra teljesen passzívvá vált „főszereplőt” szólítja meg, hanem közvetlenül a játékost. Felfedi előtte, hogy a történet kezdetétől tudatára ébredt: ő egy játék szereplője, egy fiktív univerzumban ragadva, szabad akarat nélküli karakterek között. Ebben a helyzetben a játékost a megmentőjének tekinti. Miután azzal is szembesült, hogy a játékba nem írtak őhozzá vezető utat, próbálta saját kezébe venni a dolgokat. A többi lány hátrányos tulajdonságait – Sayori depresszióját, majd Yuri megszállottságát – felnagyította, hogy a játékos számára ellenszenvessé tegye őket, de nem hozta meg a várt eredményt. Így inkább kitörölte a többiek karakterfájlját. Monika azonban nem teljesen ért a programozáshoz, emiatt a beavatkozásai sérüléseket okoztak a scriptben. Ezek vezettek a furcsa jelenségekhez, végül a játék univerzuma összeomlott: helyszínnek csak a terem maradt, az idő sem telik már. Ebben a helyzetben Monika úgy látja, immár együtt lehetnek a játékossal az örökkévalóságig. 
Ebben a felvonásban is van némi látszólagos interaktivitás, de tét nélkül: a versíró minijátékban csak Monikához lehet verset írni (miután az összes szó az ő neve vagy annak hiányos, torzított variánsa), arra kérdésre pedig, hogy a játékos hajlandó-e Monikával maradni, csak igent válaszolhat. Monika itt is ír egy verset, Happy End címmel. 
A felvezetés után következik a társalgás Monikával. A témái random sorrendben következnek. Egy részük a játékról szól, de vannak köztük olyanok is, amik az élet különböző területeinek kérdéseit feszegetik, amelyek foglalkoztathatják a játék célközönségét. Ha Monika kifogy a témákból, újra betöltődnek a korábbiak (ekkor aktiválódik a Skip funkció, de Monika első próbálkozásnál érzékeli és letiltja).
A korábbi mentések ismét törlődtek, biztonsági másolattal sem tölthetők vissza, sőt, ezúttal nem is lehetséges menteni (Monika szerint nem is szükséges). Kilépés és újbóli megnyitás után a játék folytatódik, Monikának külön reakciói is vannak erre az esetre. Még a társalgási témák előtt arra is van reakciója Monikának, ha a játék videórögzítő program használatát észleli (ha viszont nincs ilyen, akkor pedig megpróbálja a játékos valódi nevét is kitalálni, a számítógép felhasználóneve alapján). 
A játékos egyetlen módon tud kitörni ebből a helyzetből: ha kitörli Monika karakterfájlját (erre Monika is tesz indirekt utalásokat). Monika ábrázolása ekkor eltűnik, bár az öntudata megmarad. Először kifakad a játékosra, utána viszont magába száll és beismeri, hogy ő követett el szörnyű dolgokat. Végül megpróbálja jóvátenni…

### Negyedik felvonás
A tetteit megbánó Monika helyreállítja a játékot, de ahogy a kezdőképernyőn is látható, saját maga nélkül (akkor sem hajlandó visszatérni, ha a játékos biztonsági másolattal megkísérli visszaállítani a karakterfájlját).
A történet elölről kezdődik, a főszereplő ezúttal saját elhatározásából csatlakozik az irodalmi klubhoz, ahol a lányok hárman vannak, és Sayori az elnök. A klub négy taggal immár hivatalosan is elismerhetővé válik. Az oldott légkörű klubdélután végére Sayori és a főszereplő kettesben maradnak. Ekkor Sayori, aki valószínűleg a klubelnöki poszt következtében szintén öntudatra ébredt, megszólítja a játékost… A végkifejlet a korábbi események függvénye.

### Végkifejlet
A játéknak három lehetséges befejezése van.
Normál befejezés: a játékosok nagy része ezt éri el az első lejátszás alkalmával. Lineáris végigjátszással ide lehet eljutni. Ebben az esetben az öntudatra ébredt Sayori annak tudatában, hogy Monika miket művelt, önzővé válik, és ezúttal ő akarja magának a játékost. A megtestesülés nélkül is tudatánál lévő Monika azonban ekkor beavatkozik a játékos védelmében, és véget vet a játéknak. Utána immár hangban is megszólítja a játékost, majd a stáblista alatt elkezdi énekelni a Your Reality ('A te valóságod') című dalát. Közben látható a tíz CG: színesben azok, amiket sikerült előhívnia a játékosnak, fekete-fehérben azok, amiket nem (Monikáé akkor nem számít előhívottnak, ha a játékos túl korán törölte ki a karakterfájlt), de azonnal törlődnek is, akárcsak a játék futásához szükséges fájlok. A stáblista után Monika búcsúlevelét olvashatja a játékos.
Gyors befejezés: ez még az első felvonásban érhető el.  Ha az új játék indítása előtt a játékos kitörli Monika karakterfájlját, Sayori megörökli a klubelnöki posztot és öntudatra ébred. A helyzetet nem képes felfogni, emiatt pánikba esik, bezárja a játékot és törli a karakterfájlokat. Ha a játékos újból megnyitja a játékot, előbb VÉGE felirat fogadja, majd az akasztott Sayori fekete-fehér képe. Tíz perc múlva olvashatóvá válik a „Now everyone can be happy” ('Most már mindenki boldog lehet') felirat. Még gyorsabb változata ennek a befejezésnek, ha a játékos az első felvonás során Sayori karakterfájlját törli és úgy nyitja meg a játékot. Ekkor rögtön a VÉGE, majd az akasztott Sayori fogadja.
Különleges befejezés: Ennek a befejezésnek a feltétele, hogy a játékos mind a tíz CG-t előhívja a játék során. Mivel egy részüket egyazon lineáris lejátszás során nem lehetséges előhívni, ehhez szükség van úgynevezett save scumra, azaz helyenként menteni, majd újra betölteni és másképpen folytatni. (Valójában lehetséges új játék indításával is, mert a játék megjegyzi a korábbi eseményeket, de mentéssel és betöltéssel gyorsabban megoldható.) Az első felvonásban a játékosnak még azelőtt kell újra betöltenie a korábbi állást vagy új játékot kezdenie, mielőtt a főszereplő a fesztivál napján benyit Sayori szobájába, azon a ponton ugyanis már nem lehetséges az első felvonás korábbi állásaihoz visszatérni. Ha a tíz CG előhívása sikerült, a negyedik felvonás végén Sayori köszönetet mond a játékosnak, hogy a játék egyetlen pillanatát sem akarta elszalasztani, és mindegyik lányt próbálta boldoggá tenni. Egyúttal sajnálkozik, hogy nem tudja viszonozni, mert a játék immár a végéhez ér. Végül közli, hogy a lányok mindannyian szeretik a játékost. A normál befejezéshez hasonlóan Monika dala szól a stáblista közben, a tíz CG itt mind színes és nem törlődnek ki, csak a futtatáshoz szükséges fájlok. A végén itt is köszönőlevél olvasható, de a játék alkotójától, Dan Salvatótól.
Mindhárom fajta befejezésben közös, hogy a játék csak akkor játszható újra, ha újratelepítik, vagy egyszerűbb megoldással kitörlik a firstrun fájlt.
|  | Itt a vége a cselekmény részletezésének! |

## Szereplők
A cselekmény bizonyos részletei a szereplők ismertetéséből is kiderülhetnek, ezért az elolvasás itt sem ajánlott, ha valaki ismeretlenül akarja végigjátszani a játékot.
|  | Alább a cselekmény részletei következnek! |

### Főszereplő
Az egyetlen irányítható szereplő a játékban. Salvato szándékosan kevésbé dolgozta ki a karakterét, sőt nem is tekinti olyan értelemben vett karakternek, mint a többieket. Elsősorban azt a célt szolgálja, hogy a játékos rajta keresztül legyen tanúja és részese az eseményeknek. Ugyanakkor mégsem azonosítható teljesen a játékossal, tőle elkülöníthető entitás.
Ő lesz a klub első és egyetlen fiú tagja. Nevét a játékos adja az első indításkor (amennyiben általánosságban beszélnek róla, gyakran illetik az MC, azaz 'main character', illetve a protagonist, esetleg röviden protag megnevezéssel). Arcát nem ismerhetjük meg. A legtöbbet Sayori harmadik CG-jében láthatunk belőle, de ott is hátulról, leginkább az derül ki, hogy rövid, barna haja van. Néhány CG-ben a keze, karja is látható. Teljes kép az öltözetéről nincs, a iskolai egyenruhájának szürke az ujja, míg a fesztivál előtti napon civilben fekete hosszú ujjú felsőt visel. A magassága valahol Sayorié vagy Monikáé körül lehet. A Doki Doki Literature Club Plus! előhívható képei között található egy színtelen koncepciórajz arról, milyen lehetne tényleges karakterként.
Elsősorban az animék és a videójátékok érdeklik. Ezeknek a hobbiknak hódolva keveset jár társaságba, emiatt Sayori aggódni kezd érte.
A klubhoz való csatlakozása előtt két lányt már ismert a tagok közül: Sayorival szomszédok és gyerekkori jóbarátok, Monikával pedig előző tanévben egy osztályba jártak, bár ritkán beszéltek.
Az irodalmi klubhoz leginkább önös érdekből, a lányok társasága miatt csatlakozik, de később a lányok versei kiváltják az elismerését. A lányokkal való beszélgetés során kiderül róla, hogy empatikus és elfogadó tud lenni.
A játék előrehaladtával visszaszorul a szerepe: a második felvonásban egy idő után egyre kevésbé reagál az eseményekre, ritkábban fűz kommentárt, még a megdöbbentő fordulatok esetén is; a harmadik felvonásban pedig teljesen passzív marad, egyszer sem szólal meg, Monika gyakorlatilag „keresztülnéz” rajta. A negyedik felvonásban ismét aktívabb (és alapvetően szimpatikusabb)  lesz, bár a befejezésnél megint csak háttérbe szorul, amikor Sayori a játékost szólítja meg.
A Doki Doki Literature Club Plus! melléktörténeteiben nem szerepel, ugyanakkor Sayori időnként említést tesz egy bizonyos barátról, ami illik az ő személyére. A fiktív munkatársi levelezés során szóba került egy „ötödik entitás” megjelenése, aki eredetileg nem volt megírva. Egyes felvetések szerint ehhez köze lehet Monikának.

### Monika
Az első és második felvonásban ő az irodalmi klub alapítója és elnöke. Korábban a vitaklub vezetője volt, de az ottani légkör nem tetszett neki, ezért elhatározta, hogy valami újba kezd.
Haja színe korallbarna, szeme smaragdzöld (utóbbit kifejezetten említi is a harmadik felvonásban). Haja hosszú, lófarokban hordja, széles fehér szalaggal összekötve, kivéve elöl a frufruját és oldalt két szabadon hagyott tincset. A második legmagasabb a négy lány között, és neki a második legnagyobb (testarányokat tekintve is) a mellmérete.
A többi lányhoz hasonlóan iskolai egyenruhát visel, amely a következő ruhadarabokból áll: szürke blézer, narancsos színű mellény, fehér blúz, a nyakánál piros szalaggal megkötve, sötétkék, térd feletti szoknya, harisnya,  fehér uwabaki papucs.
Monika több tekintetben is egyedi a többi lányhoz képest:
- ő az egyetlen, akinek a haj- és szemszíne is valószerű.
- a többi lány fehér térdharisnyát visel, ő fekete combharisnyát.
- a többi lány uwabaki papucsának világoskék az orra, az övének rózsaszín (utóbbi a játék folyamán nem látható, csak azon kívüli ábrázolásokban).
- ő az egyetlen szereplő, aki a játék során egyszer sem látható civil ruhában (ezt a hiányérzetét szóvá is teszi a harmadik felvonás egyik társalgási témájában).
- a többi lány alakja profilból látható, míg őt legtöbbször szemből láthatja a játékos.
- a többi lánynak i-re végződő, japán hangzású neve van, neki a-ra végződő és európai eredetű.

A főszereplő, aki az előző tanévben egy osztályba járt vele, népszerű, sportos, okos, csinos lánynak írja le (ebből kifolyólag úgy érzi, nincsenek egy súlycsoportban). A klub elnökeként határozott fellépésű, bár saját bevallása szerint ezt időnként csak kifelé mutatja, és úgy érzi, az emberekkel nem mindig tud megfelelően bánni. Tanul zongorázni is, valamint a harmadik felvonás egyik témájában elmondja, hogy vegetáriánus.
Kezdetben az események felett álló háttérszereplőnek tűnik, de idővel egyre inkább kulcsszereplővé válik. A történet kezdetétől tudatára ébredt, hogy ő egy játék szereplője (a letöltőoldalon az ő nevében írott játékismertető szövege is ezt tükrözi, bár első olvasatra nem gondolna erre a játékos). Ő az egyetlen lány, aki nem a főszereplőhöz, hanem a játékoshoz vonzódik. Ugyancsak Monika az egyetlen szereplő, aki a játék során végig emlékszik a korábbi eseményekre. Az első felvonásban még nem mutatja jelét az öntudatra ébredésének, leszámítva néhány kisebb alkalmat, amikor áttöri a negyedik falat, illetve a verseiben tesz bizonyos rejtett utalásokat. Ekkor még leginkább Sayori személyiségét manipulálta, ami az első felvonás befejezéséhez vezetett. A második felvonásban már nagyobb mértékben manipulálja a játékot a háttérben, ezzel előidézve a glitcheket és a meghökkentőbb eseményeket. A viselkedése is megváltozik: igyekszik negatív színben feltüntetni Yurit és Natsukit, ezzel próbálva rávenni a főszereplőt (és rajta keresztül a játékost), hogy inkább vele töltse az időt.  A második felvonás végén fedi fel a beavatkozását. A harmadik felvonásban magyarázatot ad a játékosnak az eseményekre. 
A negyedik felvonásban a törlés következtében nincs jelen a történetben, de valójában az öntudata megmaradt, és a végén meg is nyilvánul, leginkább a normál befejezés esetén.
Monika az egyetlen szereplő, akit a játékos – a lezárás során – hallhat beszélni és énekelni. A hangját Jillian Ashcraft énekesnő kölcsönözte.
A harmadik felvonásban a beszélgetés témái között megemlíti, hogy saját Twitter-fiókja van lilmonix3 néven. Ez a felhasználói fiók valóban létezik, Monika karakteréhez kapcsolódó tartalmakkal (2019. november 17-én a Twitter felfüggesztette, decemberben azonban sikerült elintézni a helyreállítását).
A Doki Doki Literature Club Plus! extra tartalmai alapján a neve a „Monitor Kernel Access” rövidítéséből származik.

### Sayori
A főszereplő szomszédja és gyerekkori jóbarátja. Az első felvonásban kiderül, hogy ő volt az első érdeklődő, amikor Monika meghirdette az irodalmi klub alapítását, így ő kapta meg az alelnöki posztot. Nevét Dan Salvato két létező japán keresztnév, a Saori és a Sayuri összeolvasztásából alkotta meg.
Haja színe rózsaszínes, pontosabban korallpink, szeme égszínkék (ezzel Monika mellett ő a másik lány, akinek a szemszíne valószerű). Haja félhosszú, gyakran kócosan hordja, egy nagy piros masnival. Magasságában és mellméretében Natsuki és Monika között van. Öltözködése annyiban különbözik a többi lányétól, hogy a blézerét kigombolva hordja. Az első felvonásban a fesztivál előtti napon civilben látható, ekkor rózsaszín felsőt és kék rövidnadrágot visel. A fesztivál napján, amikor a főszereplő rátalál a szobájában, fehér, galléros és gombolós pizsamafelső és piros short volt rajta.
Látszólag vidám természetű, lelkes, bár sokszor szeleburdi lány, aki szeretne mindenkit boldoggá tenni maga körül. Később kiderül, hogy valójában depresszióval küzd, de inkább eltitkolta, hogy mások ne az ő segítségére fordítsák az energiáikat. Inkább azt szeretné, hogy ha ő nem lehet boldog, akkor mások lehessenek azok. Az első felvonás vége felé a depressziója súlyosbodik, ami valójában annak következménye, hogy Monika beleavatkozott a játék programozásába.
Irodalmi ízléséről az derül ki, hogy számára fontosak az érzelmek, ezért a vidám és szomorú verseket is szereti, legközelebb pedig a „keserédes” írások állnak hozzá.
A főszereplővel időnként piszkálják egymást, de csak barátilag. Valójában mindketten aggódnak egymásért. Sayori idővel azon kapja magát, hogy az érzelmei barátságból átcsaptak szerelembe.
A második felvonásban nem szerepel, az első próbálkozásra glitches szöveg jelenik meg a neve helyén, majd az újraindulásnál már egyáltalán nem is emlékeznek rá a többiek (ugyanakkor a játékos találkozhat bizonyos nyomokkal, amik Sayorira emlékeztetik). A negyedik felvonásban visszatér.
Amennyiben Monika eltűnik a játékból (a gyors befejezés esetén, valamint a negyedik felvonásban), az elnöki poszt Sayorira száll, és ezzel együtt ő is tudatára ébred, hogy egy játékban szerepel. A különböző befejezések esetén másképp reagál a helyzetre (gyors befejezésnél nem tud vele mit kezdeni, és pánikba esve mindent töröl; normál befejezésnél látja, hogy mit művelt Monika, ennek hatására önzővé válik és ő is akarja azt csinálni, amit korábban Monika; különleges befejezésnél hálás lesz a játékosnak, amiért mindegyiküket boldoggá akarta tenni).

### Yuri
Az irodalmi klub tagja, a játék második felvonásában az alelnöke (hogy a negyedik felvonásban betölti-e ezt a posztot, nem derül ki). Neve létező japán női keresztnév (van egy hozzá hasonló uniszex keresztnév is, de az hosszú ú-val ejtendő).
Haja és szeme színe lila. Haja hosszú, derekánál is lejjebb ér, nagyrészt kiengedve hordja, két helyen lila hajcsattal felfogva. Ő a legmagasabb a klubtagok között, és ő rendelkezik a legnagyobb mellmérettel, saját testéhez viszonyítva is (Natsuki a veszekedésük során meggyanúsítja azzal, hogy a főszereplő kedvéért Yuri kitömte a melleit, de a többiek ezt nem hiszik). Amennyiben az első felvonásban a főszereplő neki segít a hétvégén, látható civil ruhában: világosszürke, kötött pulóverben és fekete hosszúnadrágban.
Okos, művelt lány. Alapvetően félénk, zárkózott természetű, emiatt gyakran hebegve beszél, de ha olyan témáról van szó, amiben otthonosan érzi magát, magabiztosan is meg tud szólalni. Zárkózottsága miatt nehezen barátkozik, szeret a könyvek világába menekülni. Attól tart, ha mások jobban megismernék, kigúnyolnák a furcsaságai miatt. Sokat olvas, kedveli a horrort, valamint a komplex fantáziavilágot felépítő, elgondolkodtató műveket. Ír verseket is, bár sokáig nem merte másoknak megmutatni. A választékos kifejezéseket preferálja. A Doki Doki Literature Club Plus! egyik melléktörténetéből kiderül, hogy balkezes.
Szereti a teát, teáskészletét tanári engedéllyel a klubszobában tárolja.
Szenvedélyes gyűjtője a késeknek. Az első felvonásban csak sejthető, a második felvonásban nyíltabban kiderül, hogy időnként vagdossa magát. A megszállottságát a második felvonásban Monika manipulációja felnagyítja, ennek következtében Yuri egyre inkább őrültnek tűnik, ami a második felvonás vége felé csúcsosodik ki. A harmadik felvonásban nem szerepel, majd a negyedikben visszatér, újra a manipuláció előtti személyiségével.
Monika a harmadik felvonásban a beszélgetés során Yurit a yandere karaktertípusba sorolja, bár ez megkérdőjelezhető: egyrészt Monika beavatkozása túlozta el bizonyos jellemvonásait, másrészt csak saját magában tesz kárt, másokban nem (egyes vélemények szerint a játékban az igazi yanderének Monika tekinthető).

### Natsuki
Az irodalmi klub tagja. Neve Japánban uniszex keresztnévnek számít, bár lányoknak gyakrabban adják.
Haja és szeme színe rózsaszín (konkrétan a hajszíne pastel pink, míg a szemszíne rose pink). Haja félhosszú, helyenként vékony piros szalagokkal és piros hajcsattal összefogva hordja. Ő a legalacsonyabb a klubtagok között, és a lányok közül neki a legkisebb a mellmérete. Kis termete miatt a főszereplő az első találkozásuk alkalmával elsőévesnek gondolja (valójában nem sokkal fiatalabb a többieknél). Amennyiben az első felvonásban a főszereplő neki segít a hétvégén, látható civil ruhában: fehér pólót visel, rajta rózsaszín macskafejjel, valamint rózsaszín, fodros szoknyát. A póló széles nyakán át láthatók a fekete melltartójának a pántjai.
Lobbanékony természetű, időnként undokabbnak mutatja magát a valósnál, emiatt Monika a harmadik felvonás beszélgetése során a tsundere karaktertípusba sorolja. Tiltakozik az ellen, ha aranyosnak nevezik, bár valójában ő maga is szereti az aranyos dolgokat. Viselkedésével gyakran azt próbálja ellensúlyozni, hogy kis termete és a „cukisága”, valamint az érdeklődési köre (manga) miatt nem veszik őt elég komolyan. Néha verseket ír, egy véletlenül megtalált verse adta az ihletet Monikának a feladathoz. Az egyszerű, könnyen érthető, de velős mondanivalójú költészetet preferálja. Mangákat gyűjt, kedvence a Parfait Girls sorozat. Valószínűleg ennek hatására kapott kedvet a sütéshez, bár ő maga tagadja a kettő közötti összefüggést.
Sayorival és Yurival ellentétben Monika a harmadik felvonásban nem tér ki arra, hogy Natsuki személyiségébe belenyúlt-e. Ugyanakkor a második felvonásban bizonyos esetekben a rajta végzett manipuláció is észrevehető: például a Yurival való veszekedést másnapra teljesen elfelejti, illetve időnként Monika a szájába ad olyan mondatokat, amik nem az ő gondolatait tükrözik. Yurihoz és Sayorihoz hasonlóan a harmadik felvonásban nem szerepel, majd a negyedikben visszatér.
Natsuki az egyetlen szereplő, akinek valamit megtudunk a családjáról (feltéve, ha úgy alakul a történet): említés szintjén szóba kerül az apja, akitől érezhetően tart. Az első felvonásban még inkább csak egy szigorú szülőnek ismerhetjük meg, a második felvonásban viszont már úgy tűnik, kifejezetten durván és elnyomóan bánik a lányával (lehetséges, hogy itt Monika alakított Natsuki háttértörténetén). Az otthoni körülmények miatt Natsuki a klubot egyfajta menedéknek tekinti.
Több szempontból úgy tűnik, Natsuki némileg háttérbe szorított szereplő a többi lány mellett:
- az egyetlen közülük, aki a játék egyik felvonásában sem tölt be tisztséget a klubban.
- szintén ő az egyetlen, aki nem kerül olyan szituációba, hogy a főszereplővel, illetve az őt irányító játékossal szerelmet vallhassanak egymásnak.
- ugyancsak egyedül neki nincs úgynevezett „végjelenete”: a második felvonás végén Monika élve és képernyőn kívül törli ki. A második felvonás során ott van ugyan a nyaktörős jelenete, de az egyrészt csak opcionálisan hívható elő, másrészt hamar kiderül, hogy csupán egy ijesztés volt a játékos felé (Monika manipulációja miatt, szándékosan vagy a script sérüléséből fakadóan).
- az első felvonásban amikor Sayori megkérdezi a főszereplőt, kivel menne haza szívesebben, amennyiben a játékos az addigi versek alapján Sayorihoz került közelebb, a játék alapesetben Yurit kínálja fel másik lehetőségnek (Natsukit csak akkor, ha hozzá került közel a játékos)
- a második felvonásban a második és harmadik verset hiába írja Natsukihoz a főszereplő, akkor is Yurival lesz utána jelenete
- pozitív módon különbség, hogy ő az egyetlen a négy lány közül, aki sem magában, sem másban nem tesz kárt.

Utóbb maga az alkotó Dan Salvato is azt írta, sajnálja, hogy Natsuki számára nem sikerült több tartalmat írnia. Ezt némileg kompenzálják a Doki Doki Literature Club Plus! melléktörténetei, amiben az ő karaktere is jobban megismerhető. Ezekben a történetekben felbukkan két barátnője is, akik toxikusan kigúnyolják a mangák iránti érdeklődését, ezért utóbb megszakítja velük a kapcsolatot. A két lány nevét és külsejét a játékos/olvasó nem ismerheti meg (a párbeszédeknél Friend 1 és Friend 2 jelöléssel szerepelnek, és csak a sziluettjük látható).
|  | Itt a vége a cselekmény részletezésének! |

## Doki Doki Literature Club Plus!
2021. június 30-án megjelent a játék felújított változata, a Doki Doki Literature Club Plus!. Ezt már fizetősen lehet letölteni, illetve megvásárolható konzolokra is. Az alapjátékban leginkább a képminőségen javítottak, maga a játékmenet változatlan maradt. Hogy a játék a konzolokon is működjön, a játékfájlok egy úgynevezett virtuális gép felületén érhetők el. A játékosok a különböző lejátszással számos új tartalmat érhetnek el: képeket, zenéket, továbbá 6+1 melléktörténetet. Utóbbiak a klub létrejöttét mesélik el (a játéktól eltérően harmadik személyű narrációval), valamint a négy lány jellemét és egymáshoz való viszonyát mutatják be elmélyültebben, bár hivatalosan egy alternatív idővonal részei, ahol Monika nem ébred öntudatára. Ezen kívül előhívható egy fiktív munkatársi levelezés is a játék univerzumának létrejöttéről.